# Listă de cetăți dacice
Aceasta este o listă de cetăți dacice sau daco-romane.
- (Costești - Blidaru)
- (Costești - Cetățuie)
- Acidava >  Enoșești.
- Acmonia[1]
- Aedeva, Aedava sau Aedadeba
- Aizis
- Amutrium
- Angustia
- Apoulon > Piatra Craivii, jud. Alba
- Ad Aquas, Aquae sau Hydata[2]
- Arcidava, Argedava sau Argidava > Vărădia, Popești, or. Mihăilești, jud. Giurgiu - capitala lui Burebista
- Arcinna
- Arcobadara
- Arutela
- Cetatea dacică de la Bănița
- Berzobis > Berzovia
- Buridava > Ocnița, or.Ocnele Mari, jud. Vâlcea
- Buteridava
- Callatis > Mangalia - colonie grecească
- Capidava > Capidava, Constanța
- Carsidava
- Cetatea dacică de la Căpâlna
- Cedonie / Cebonie >
- Comidava / Cumidava > Râșnov
- Danedebai
- Dausdava
- Diacum
- Dierna
- Dinogetia
- Docidava
- Drobeta / Drubetis > Drobeta Turnu Severin
- Cetatea dacică Fețele Albe
- Frateria
- Genucla
- Gildova sau Gildoba
- Giridava
- Helis
- Itadeba sau Itadava
- Jidava
- Jidova
- Lizisis
- Malva, devenit Romula după curerirea romană
- Marcodava
- Napoca > Cluj-Napoca
- Nentinava > Slobozia
- Paloda > Bârlad
- Patridava
- Patruissa
- Pelendava > Craiova
- Petrodava > Bâtca Doamnei, mun. Piatra Neamț
- Pinum
- Piroboridava
- Pirum
- Polonda / Polondava
- Porolissum > Moigrad, com. Mirșid, jud. Sălaj
- Potaissa sau Patavissa > Turda
- Praetoria Augusta
- Ramidava
- Ranisstorum
- Recidava
- Romboses
- Romula
- Rucconium
- Rusidava
- Sacidava
- Salinae
- Sandava
- Sangidava - se presupune că se află în zona Toplița, județul Harghita
- Sarmizegethusa ton Basileion - Grădiștea de Munte, jud. Hunedoara,capitala lui Decebal
- Setidava sau Susudava
- Singidava
- Sornum
- Sucidava > Corabia -Județul Olt
- Tamasidava > Pâncești, jud. Bacău (eronat, plasată la Răcatău, com. Horgești)
- Tapae
- Tiasum
- Tibiscum
- Tirista
- Triphulum / Trifulon
- Troesmis
- Tsierna sau Dierna
- Ulpianum
- Utidava > Tisești, Târgu Ocna
- Zaldapa
- Zargidava> Brad, com. Negri, jud. Bacău
- Zeugma
- Zimnicea
- Ziridava> Pecica, jud. Arad
- Zisnedeva, Zisnudeva sau Zisnudeba
- Zurobara
- Zusidava> Grădiștea, jud. Brăila - neindentificată

Unele din fortărețele dace din Munții Orăștie au intrat în patrimoniul mondial UNESCO din anul 1999.